# Populus lasiocarpa
Peuplier de Chine
Espèce
Classification APG III (2009)
Le peuplier baumier de Chine ou peuplier à fruits velus (Populus lasiocarpa) est une espèce de plantes à fleurs de la famille des salicacées. C'est un arbre que l'on trouve au centre et à l'ouest de la Chine.